# Brymela callicostelloides
Brymela callicostelloides là một loài Rêu trong họ Hookeriaceae. Loài này được (Herzog & Thér.) W.R. Buck mô tả khoa học đầu tiên năm 1987.